# Талапуса (Мисури)
Талапуса (енгл. Tallapoosa) град је у америчкој савезној држави Мисури.

## Демографија
По попису из 2010. године број становника је 168, што је 36 (-17,6%) становника мање него 2000. године.
| Група             | 2000.       | 2010.       |
| Белци             | 194 (95,1%) | 160 (95,2%) |
| Афроамериканци    | 0 (0,0%)    | 0 (0,0%)    |
| Азијати           | 0 (0,0%)    | 0 (0,0%)    |
| Хиспаноамериканци | 0 (0,0%)    | 4 (2,4%)    |
| Укупно            | 204         | 168         |